# Ayumi hamasaki 〜POWER of MUSIC〜 2011 A LIMITED EDITION
『ayumi hamasaki 〜POWER of MUSIC〜 2011 A LIMITED EDITION』（アユミ・ハマサキ・パワー・オブ・ミュージック・2011・エー・リミッティド・エディション）は、浜崎あゆみが2011年10月18日・19日に行ったライブである。また、2012年3月21日発売のDVD及びBlu-ray Discである。なお、タイトルにある「A」はロゴ表記。

## 解説
アリーナツアー「ayumi hamasaki 〜POWER of MUSIC〜 2011」は、2011年5月9日から7月27日にかけて全国10都市26公演・28万人を動員して行われ、また、東日本大震災の影響で延期された4月中の公演の振替分はタイトル、一部楽曲・演出を変更し、同年9月30日から10月13日にかけては「ayumi hamasaki 〜POWER of MUSIC〜 2011 A FINAL Chapter」、10月18日・19日には「ayumi hamasaki 〜POWER of MUSIC〜 2011 A LIMITED EDITION」が行われた。
DVDおよびBlu-ray Discはアルバム『Party Queen』と同日発売であり、『Party Queen』とのBOXセットも限定発売された（詳細はParty Queen#販売形態を参照）。
2012年3月28日には、デジタル配信限定でオーディオバージョンもリリースされた。

## 曲目

### DVD Disc.1
- Blu-rayはDVDのDisc.1〜2の内容を1枚にまとめて収録。

1. forgiveness
2. progress
3. ℳ
4. decision
5. Catcher In The Light
6. walking proud
7. part of Me
8. beloved
9. BRILLANTE
10. overture
11. Days
12. ANother song feat. URATA NAOYA
13. Why... feat. JUNO
14. vogue 〜 Far away 〜 SEASONS
15. WONDERLAND
16. Bold & Delicious
17. Mirrorcle World
18. evolution
19. Boys & Girls
20. Born To Be...
21. A Song is born
22. Thank U

### DVD Disc.2
- 特典映像

1. BLUE BIRD (2011.6.4 横浜アリーナ)
2. monochrome (2011.6.4 横浜アリーナ)
3. A Song for ×× (2011.7.14 日本ガイシホール)
4. NEVER EVER (2011.7.14 日本ガイシホール)
5. Moments (2011.6.4 横浜アリーナ)
6. Love song (2011.7.23 国立代々木競技場第一体育館)
7. July 1st (2011.7.24 国立代々木競技場第一体育館)

### オーディオバージョン
1. forgiveness
2. progress
3. ℳ
4. walking proud
5. vogue
6. Far away
7. SEASONS
8. Bold & Delicious
9. BLUE BIRD (2011.6.4 横浜アリーナ)
10. monochrome (2011.6.4 横浜アリーナ)
11. NEVER EVER (2011.7.14 日本ガイシホール)
12. Moments (2011.6.4 横浜アリーナ)
13. blossom (2011.6.4 横浜アリーナ)

## 参加ミュージシャン
- 浜崎あゆみ：Vocal
- 濱田"Peco"美和子：コーラス
- 山崎"Princess"陽子：コーラス
- Timothy Wellard：コーラス

バンドメンバー
- エンリケ：Bass
- 野村義男：Guitar
- 友成好宏、宮崎裕介：Keyboards
- 浜崎大地：Drums

ストリングス
- 澤田昭子、石橋尚子、多ヶ谷樹、森末夢美：1st Violin
- コノミ美希、森本安弘、唐澤洋子、山本容子：2nd Violin
- 菊地幹代、田中詩織：Viola
- 向井航、古川淑恵：Cello

ホーン
- ロベルト小山：Saxophone、Flute
- 小坂"SASUKE"武巳：Trombone
- 茶谷将彦、平田直樹：Trumpet